# Николаевская церковь (Акишевская)
Николаевская церковь (церковь Святого Николая, Никольская церковь) — бывший православный храм в ныне не существующей станице Акишевской Области Войска Донского, Зотовского благочиния.

## История
Ветхая деревянная станичная церковь была разобрана и вновь перестроена в 1767 году. Освящение состоялось в 1769 году. Престол в церкви был один, во имя Святителя Чудотворца Николая. Колокольня при ней была также деревянная, с деревянной оградой вокруг церковного погоста. Церковных домов для священнослужителей не было.
Расстояние от церкви до консистории составляло 380 верст, до духовного правления — 40 верст.
С 1809 года священником Николаевской церкви был Иванов Сазон Иванович. В 1819 году под храм был подведен каменный фундамент. Вместо деревянной в станице в 1872 году на средства прихожан была отстроена каменная церковь с каменной колокольней. Здания церкви и колокольни были покрыты листовым железом. Ограда вокруг церкви была выполнена каменной с железной решеткой. Для сторожей при церкви была построена каменная караульня.
Ближайшие к Николаевской церкви храмы находились: в станице Тишанской — в 12 верстах, в станице Усть-Бузулуцкой — в 15 верстах, в станице Алексеевской — в 12 верстах и в слободы Солонки — в 40 верстах. Хутора прихода: Лунякин, Нестеров, Попов, Пимонов, Денисов, Аленев, Пономарев, Шурупов, Алытников, Бармин, Упорников, Гутарковский, Панкин, Лукьяновский и Паршин. С августа 1861 года за счёт Области Войска Донского работало светское приходское училище.
Храм был разрушен после Октябрьской революции. Станица была исключена из учётных данных решением исполкома облсовета от 29 июня 1983 года № 18/398, как фактически не существующая; её жители переселились в хутор Упорниковский.
В Государственном архиве Волгоградской области имеются документы, относящиеся к Николаевской церкви станицы Акишевской Хоперского округа Области Войска Донского.